# Lactobacillus pantheris
Lactobacillus pantheris è una specie di batterio appartenente alla famiglia delle Lactobacillaceae.